# پنتاکربونیل‌هیدریدومنگنز
پنتاکربونیل‌هیدریدومنگنز (به انگلیسی: Pentacarbonylhydridomanganese) با فرمول شیمیایی HMn(CO)۵ یک ترکیب شیمیایی است که جرم مولی آن 195.99799 g/mol می‌باشد. شکل ظاهری این ترکیب، در دمای اتاق مایع بی‌رنگ است.